# Убийство Джеймса Бёрда
Джеймс Бёрд-младший (англ. James Byrd, Jr.; 1949—1998) — афроамериканец, 7 июня 1998 года убитый тремя белыми мужчинами в городе Джаспер (Техас, США). Это преступление широко освещалось в американских СМИ и привело к принятию 28 октября 2009 года «Закона Мэттью Шепарда и Джеймса Бёрда-младшего», расширившего законодательное определение преступления на почве ненависти.

## Убийство
7 июня 1998 года Бёрд сел в автомобиль, пассажиры которого предложили подбросить его. Вместо того, чтобы подвезти Джеймса до дома, Шон Аллен Берри, который управлял автомобилем и был знаком с убитым, Лоуренс Рассел Брюэр и Джон Уильям Кинг отвезли Бёрда в лесистую местность, жестоко избили, мочились на него, когда Джеймс был уже без сознания, затем привязали цепью за ноги к пикапу и тащили по проселочной дороге три мили.
Отрубленную голову Бёрда и правую руку полиция обнаружила примерно в миле от обезглавленного туловища. На протяжении двух миль тянулся кровавый след с частями тела и личными вещами убитого. Судебно-медицинское исследование показало, что когда Джеймса волокли по дороге, он был ещё жив.
Убийство Бёрда было совершено с соблюдением классической традиции линчевания, к которой относятся обезглавливание жертвы и увеселительные мероприятия, такие как пикник или барбекю непосредственно в момент убийства или сразу после него.

## Обвиняемые
Шон Аллен Берри

Родился 12 февраля 1975 года. Водитель грузовика. Отсутствовали доказательства того, что он был расистом. Бэрри также заявлял на следствии и суде, что Брюэр и Кинг несут полную ответственность за совершенное преступление. Брюэр, однако, дал показания, что Берри перерезал Джеймсу горло, прежде чем того привязали к пикапу. Жюри присяжных решило, что у этой версии недостаточно доказательств. В результате Берри избежал смертной казни и был приговорен к пожизненному заключению. Он получит право на условно-досрочное освобождение 7 июня 2038 года.
Лоуренс Рассел Брюэр

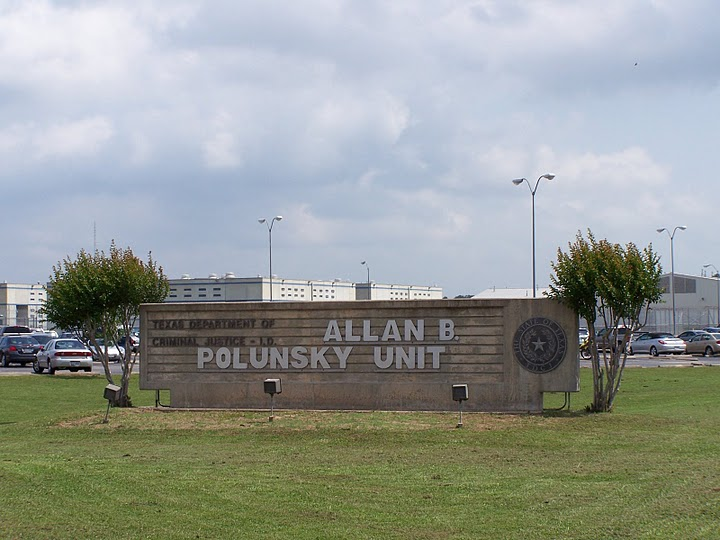
Тюрьма Allan B. Polunsky Unit, где содержались Брюэр и Кинг

Родился 13 июня 1967 года. Ранее отбывал наказание в тюрьме за хранение наркотических средств и кражу со взломом, условно освобожден в 1991 году. После нарушения условий условно-досрочного освобождения в 1994 году был возвращён в тюрьму. Согласно его показаниям в суде, он присоединился к расистской группировке, организованной Кингом, чтобы противостоять насилию со стороны других заключенных. Судебный психиатр дал заключение, что Брюэр не раскаялся в содеянном. В конечном итоге осуждён и приговорён к смертной казни. Казнен в тюрьме Хантсвилла путём смертельной инъекции 21 сентября 2011 года. За день до казни Брюэр сказал: «Сожалею ли я о содеянном? Нет, не жалею. Я сделал бы это снова…»
Джон Уильям Кинг

Родился 3 ноября 1974 года. Обвинен в том, что избил Бёрда, привязал его к грузовику и тащил по дороге, пока тот не скончался. Кинг утверждал, что когда ранее отбывал тюремное заключение, он подвергся групповому изнасилованию со стороны чернокожих заключенных и был вынужден для самозащиты организовать расистскую группировку. На теле Кинга было обнаружено несколько татуировок: чернокожий человек, подвешенный к дереву, нацистские символы, а также символика организации белых расистов, отбывающих тюремное заключение, известная как «Конфедерация рыцарей Америки». В письме Брюэру, которое было перехвачено администрацией тюрьмы, Кинг писал, что гордится своим поступком и что ради того, что совершил, ему не страшно и умереть. Кинг писал: 
Не важно, чем все это закончится, мы уже стали частью истории. Смерть дороже бесчестия. Зиг хайль!
Он был признан виновным и приговорен к смертной казни за его роль в похищении и убийстве Бёрда. Джон Уильям Кинг был казнен 24 апреля 2019 года.

## Реакция на убийство
Убийство решительно осудили Джесси Джексон и центр Мартина Лютера Кинга, как акт расизма.
Семьей жертвы преступления создан Фонд защиты от расизма Джеймса Бёрда.
В 1999 году Шанталь Акерман, вдохновленная литературными произведениями Уильяма Фолкнера, собиралась снять фильм о красоте американского Юга. Однако, прибыв в Джаспер и ознакомившись с обстоятельствами жестокого убийства, она передумала.
Некоторые правозащитные организации обвинили Джорджа Буша в косвенном пособничестве расизму, так как будучи, губернатором штата Техас, он выступал против расширения законодательного определения преступления на почве ненависти. Кроме того, ссылаясь на занятость, Буш отказался присутствовать на похоронах Бёрда.
В 2001 году губернатор Техаса Рик Перри подписал закон о преступлении на почве ненависти. В 2009 году в США вступил в силу федеральный закон, известный как «Акт Мэттью Шепарда и Джеймса Бёрда-младшего», расширивший законодательное определение преступления на почве ненависти.